# Грузія на зимових Олімпійських іграх 2010
Грузія на зимових Олімпійських іграх 2010 у Ванкувері була представлена 8 спортсменами (5 чоловіками і 3 жінками) у 3 видах спорту: гірськолижний спорт, фігурне катання і санний спорт. Прапороносцем на церемонії відкриття Олімпійських ігор був гірськолижник Ясон Абрамашвілі, а на церемонії закриття — фігуристка Елене Гедеванішвілі.
Грузія вп'яте взяла участь у зимових Олімпійських іграх. Грузинські спортсмени не здобули жодної медалі.
Ще до початку відкриття Олімпіади 12 лютого трагічно загинув грузинський саночник Нодар Кумаріташвілі. Він вилетів із дистанції й врізався в стовп під час тренувальних заїздів. Йому був 21 рік. На парад олімпійських збірних делегація Грузії вийшла з траурними пов'язками і чорними шарфами, чорна стрічка була прив'язана до національного прапора країни. На церемонії відкриття усі присутні  вшанували пам'ять загиблого хвилиною мовчання.
За день до цієї події, схожий випадок стався з румунською саночницею Віолеттою Страматурару, при цьому їй вдалося уникнути серйозних травм. Санно-бобслейна траса в Вістлері була зведена спеціально для цих Олімпійських ігор і є однією з найнебезпечніших у світі.

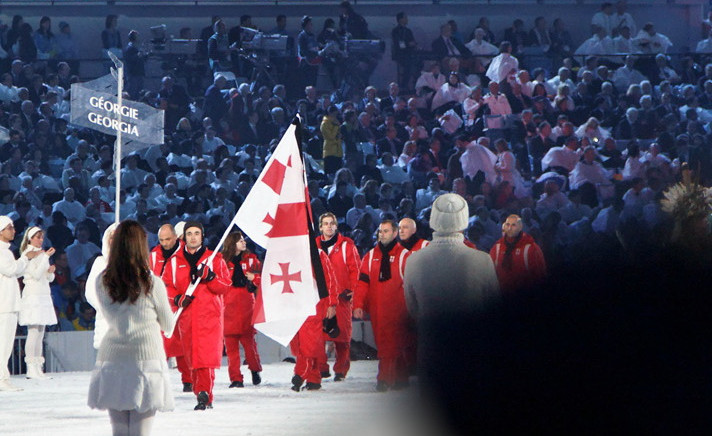
Збірна Грузії під час Параду націй на церемонії відкриття Олімпіади

## Спортсмени
| Вид спорту          | Чоловіки | Жінки | Всього |
| ------------------- | -------- | ----- | ------ |
| Гірськолижний спорт | 2        | 1     | 3      |
| Санний спорт        | 2        | 0     | 2      |
| Фігурне катання     | 1        | 2     | 3      |
| Усього              | 5        | 3     | 8      |

## Гірськолижний спорт
| Спортсмен        | Дисципліна                   | Спуск 1       | Спуск 1       | Спуск 2           | Спуск 2           | Разом             | Разом             |
| Спортсмен        | Дисципліна                   | Час           | Місце         | Час               | Місце             | Місце             | Підсумкове місце  |
| ---------------- | ---------------------------- | ------------- | ------------- | ----------------- | ----------------- | ----------------- | ----------------- |
| Ясон Абрамашвілі | гігантський слалом, чоловіки | 1:21.85       | 47            | 1:25.38           | 36                | 2:47.23           | 46                |
| Ясон Абрамашвілі | слалом, чоловіки             | 51.89         | 34            | дискваліфікований | дискваліфікований | дискваліфікований | дискваліфікований |
| Джаба Гелашвілі  | гігантський слалом, чоловіки | 1:23.61       | 52            | 1:26.71           | 51                | 2:50.32           | 50                |
| Джаба Гелашвілі  | слалом, чоловіки             | не фінішував  | не фінішував  | не фінішував      | не фінішував      | не фінішував      | не фінішував      |
| Ніно Циклаурі    | гігантський слалом, жінки    | не фінішувала | не фінішувала | не фінішувала     | не фінішувала     | не фінішувала     | не фінішувала     |
| Ніно Циклаурі    | слалом, жінки                | 59.77         | 59            | 1:02.55           | 52                | 2:02.32           | 50                |

## Санний спорт
| Спортсмени          | Дисципліна         | Спуск 1                              | Спуск 1                              | Спуск 2                              | Спуск 2                              | Спуск 3                              | Спуск 3                              | Спуск 4                              | Спуск 4                              | Разом                                | Разом                                |
| Спортсмени          | Дисципліна         | Час                                  | Місце                                | Час                                  | Місце                                | Час                                  | Місце                                | Час                                  | Місце                                | Час                                  | Місце                                |
| ------------------- | ------------------ | ------------------------------------ | ------------------------------------ | ------------------------------------ | ------------------------------------ | ------------------------------------ | ------------------------------------ | ------------------------------------ | ------------------------------------ | ------------------------------------ | ------------------------------------ |
| Леван Гурешідзе     | одиночки, чоловіки | знявся                               | знявся                               | знявся                               | знявся                               | знявся                               | знявся                               | знявся                               | знявся                               | знявся                               | знявся                               |
| Нодар Кумаріташвілі | одиночки, чоловіки | загинув під час тренувального спуску | загинув під час тренувального спуску | загинув під час тренувального спуску | загинув під час тренувального спуску | загинув під час тренувального спуску | загинув під час тренувального спуску | загинув під час тренувального спуску | загинув під час тренувального спуску | загинув під час тренувального спуску | загинув під час тренувального спуску |

## Фігурне катання
| Спортсмени                         | Дисципліна              | Обов'язковий танець | Обов'язковий танець | Коротка програма | Коротка програма | Вільна програма | Вільна програма | Разом  | Разом |
| Спортсмени                         | Дисципліна              | Бали                | Місце               | Бали             | Місце            | Бали            | Місце           | Бали   | Місце |
| ---------------------------------- | ----------------------- | ------------------- | ------------------- | ---------------- | ---------------- | --------------- | --------------- | ------ | ----- |
| Елене Гедеванішвілі                | одиночне катання, жінки |                     |                     | 61.92            | 9                | 93.32           | 17              | 155.24 | 14    |
| Еллісон Лінн Рід / Отар Джапарідзе | танці на льоду          | 26.65               | 20                  | 42.22            | 21               | 63.45           | 22              | 132.32 | 22    |